# Baliosus californicus
Baliosus californicus är en skalbaggsart som först beskrevs av Horn 1883.  Baliosus californicus ingår i släktet Baliosus och familjen bladbaggar. Inga underarter finns listade i Catalogue of Life.